# Parma Football Club 2010-2011
Questa voce raccoglie le informazioni riguardanti il Parma Football Club nelle competizioni ufficiali della stagione 2010-2011.

## Stagione
Pasquale Marino sostituisce Francesco Guidolin sulla panchina dei gialloblù. I crociati partono subito bene in campionato grazie alla vittoria in casa contro il Brescia per 2-0, ma ben presto la strada si rileva in salita, già alla seconda giornata c'è una sconfitta in casa del Catania per 2-1, grazie a due rigori dubbi assegnati agli etnei. Seguono due pareggi per 1-1, con altrettanti rigori assegnati agli avversari, prima in casa contro il Genoa e poi a Lecce.
Il Parma poi cade a Firenze contro la Fiorentina, in virtù del quinto rigore contro in 5 partite e della rete (primo gol su azione subito dal Parma) di De Silvestri, per poi uscire ancora sconfitto in casa contro il Milan per 0-1 grazie a una rete di Pirlo. Nel derby emiliano alla giornata successiva contro il Cesena e poi in casa contro la Roma, il Parma pareggia due volte per 1-1 e 0-0 e d è ultimo. Alla 9ª e 10ª giornata, i ducali fanno un solo punto contro il Chievo e perdono contro il Napoli per 2-0.
Le due vittorie contro Sampdoria e Bari la fanno allontanare dalla zona retrocessione. Dopo il pareggio contro la Lazio per 1-1, arriva la pesante sconfitta contro l'Inter per 5-2 e la vittoria contro l'Udinese per 2-1. Nelle ultime 4 partite del girone d'andata, il Parma fa 4 punti (tra cui una vittoria a Torino contro la Juventus per 4-1) e finisce il girone a quota 22 punti con un margine di 4 punti sulla terzultima che è il Lecce.
L'inizio del girone di ritorno è mediocre con una vittoria contro il Catania per 2-0 e tre sconfitte. Dopo 4 punti ottenuti nelle sei partite successive, la panchina di Marino è sempre più pericolante, la vittoria nel turno successivo a Marassi contro una Sampdoria in piena crisi pareva avere risolto la situazione. Ma dopo un'altra sconfitta casalinga contro il Bari (2-1) e con soli 2 punti sopra la zona retrocessione, Marino è esonerato per far posto a Franco Colomba. L'inizio del nuovo allenatore non porta prima i frutti sperati poiché viene ancora sconfitta dalla Lazio per 2-0.
Alla giornata n° 33, i ducali battono l'Inter per 2-0 e si rilanciano per la salvezza. Con altri 3 successi e un pareggio nelle 4 partite successive, il Parma si salva con una giornata di anticipo. Con un ultimo pareggio a Cagliari, il Parma totalizza 46 punti. 
Con 14 punti in 7 partite, Colomba stabilisce la miglior media punti dopo Allegri del Milan e Leonardo del Inter.

## Divise e sponsor
La prima maglia è bianca con la croce nera, la seconda maglia è blu con le maniche gialle, lo sponsor tecnico è la Erreà e lo sponsor ufficiale cioè sulla maglia è Navigare e l'altro sponsor è Banca Monte Parma.
| Casa | Trasferta | Terza divisa |

## Organigramma societario
Area direttiva
- Presidente: Tommaso Ghirardi
- Vice Presidente: Diego Penocchio
- Amministratore delegato: Pietro Leonardi
- Direttore Area Tecnica: Antonello Preiti

Area organizzativa
- Segretario Generale: Alessio Paini
- Coordinatore osservatori: Pasquale Lanzillo
- Addetti Stampa: Maria Luisa Rancati, Roberto Rodio
- Team Manager: Alessandro Melli

Area marketing
- Marketing: G Sport s.r.l.

Area tecnica
- Allenatore: Pasquale Marino, poi Franco Colomba
- Vice Allenatore: Massimo Mezzini, poi Giovanni Mei
- Preparatori Atletici: Vincenzo Teresa, Giovanni Petralia, Niccolò Prandelli
- Collaboratori Area Tecnica: Francesco Sotera e Renzo Ragonesi
- Preparatore Portieri : Catello Senatore, poi Luca Bucci
- Responsabile Giovanili: Maurizio Costanzi
- Allenatore Primavera: Tiziano De Patre

Area sanitaria
- Coordinatore Staff Medico: Bernardino Petrucci
- Responsabile sanitario: Luigi Bastoni
- Massofisioterapisti: Giorgio Balotta, Andrea Condolo
- Massaggiatore: Corrado Gatti

## Rosa
| N. |                       | Ruolo | Calciatore                 |
| -- | --------------------- | ----- | -------------------------- |
| 1  | Italia (bandiera)     | P     | Nicola Pavarini            |
| 2  | Venezuela (bandiera)  | D     | Rolf Feltscher             |
| 3  | Italia (bandiera)     | D     | Luca Antonelli             |
| 4  | Italia (bandiera)     | C     | Stefano Morrone (capitano) |
| 5  | Italia (bandiera)     | D     | Cristian Zaccardo          |
| 6  | Italia (bandiera)     | D     | Alessandro Lucarelli       |
| 7  | Italia (bandiera)     | C     | Antonio Candreva           |
| 8  | Spagna (bandiera)     | C     | Fernando Marqués           |
| 9  | Argentina (bandiera)  | A     | Hernán Crespo              |
| 10 | Svizzera (bandiera)   | C     | Blerim Džemaili            |
| 11 | Italia (bandiera)     | A     | Alberto Paloschi           |
| 11 | Italia (bandiera)     | A     | Amauri                     |
| 13 | Brasile (bandiera)    | D     | Ângelo                     |
| 14 | Italia (bandiera)     | C     | Daniele Galloppa           |
| 16 | Italia (bandiera)     | P     | Stefano Russo              |
| 17 | Portogallo (bandiera) | C     | Danilo Pereira             |
| 18 | Italia (bandiera)     | C     | Massimo Gobbi              |
| 19 | Italia (bandiera)     | C     | Gabriele Paonessa          |
| 20 | Spagna (bandiera)     | C     | Toni Calvo                 |
| 21 | Italia (bandiera)     | A     | Sebastian Giovinco         |
| 22 | Brasile (bandiera)    | C     | Zé Eduardo                 |

| N. |                       | Ruolo | Calciatore              |
| -- | --------------------- | ----- | ----------------------- |
| 23 | Italia (bandiera)     | C     | Francesco Modesto       |
| 24 | Italia (bandiera)     | D     | Massimo Paci            |
| 25 | Marocco (bandiera)    | C     | Abderazzak Jadid        |
| 25 | Serbia (bandiera)     | A     | Nemanja Čović           |
| 26 | Italia (bandiera)     | D     | Marco Pisano            |
| 27 | Portogallo (bandiera) | D     | Filipe Oliveira         |
| 29 | Argentina (bandiera)  | D     | Gabriel Paletta         |
| 30 | Italia (bandiera)     | C     | Filippo Savi            |
| 36 | Italia (bandiera)     | A     | Francesco Finocchio     |
| 37 | Italia (bandiera)     | D     | Davide Adorni           |
| 38 | Italia (bandiera)     | C     | Alessandro De Vitis     |
| 39 | Italia (bandiera)     | D     | Makris Petrozzi         |
| 40 | Nigeria (bandiera)    | C     | Nwankwo Obiora          |
| 51 | Italia (bandiera)     | D     | Paolo Hernán Dellafiore |
| 58 | Francia (bandiera)    | A     | Grégoire Defrel         |
| 80 | Italia (bandiera)     | C     | Francesco Valiani       |
| 83 | Italia (bandiera)     | P     | Antonio Mirante         |
| 84 | Italia (bandiera)     | C     | Raffaele Palladino      |
| 86 | Bulgaria (bandiera)   | A     | Valeri Božinov          |
| 92 | Italia (bandiera)     | P     | Antonio Santurro        |

## Calciomercato

### Sessione estiva(dall'1/7 all'1/9)
| Acquisti | Acquisti                | Acquisti        | Acquisti                                    |
| R.       | Nome                    | da              | Modalità                                    |
| -------- | ----------------------- | --------------- | ------------------------------------------- |
| D        | Gabriel Paletta         | Boca Juniors    | definitivo                                  |
| D        | Paolo Hernán Dellafiore | Palermo         | prestito con diritto di riscatto della metà |
| D        | Andrea Rispoli          | Brescia         | comproprietà                                |
| D        | Marco Pisano            | Torino          | definitivo                                  |
| D        | Diniz                   | Livorno         | prestito con diritto di riscatto della metà |
| C        | Massimo Gobbi           |                 | svincolato                                  |
| C        | Filipe Oliveira         | Braga           | definitivo (2,5M €)                         |
| C        | Danilo Pereira          | Benfica         | definitivo                                  |
| C        | Blerim Džemaili         | Torino          | definitivo € 3,75m                          |
| C        | Sebastian Giovinco      | Juventus        | prestito con diritto di riscatto della metà |
| C        | Fernando Marqués        | Espanyol        | definitivo                                  |
| A        | Gabriele Paonessa       | Bologna         | comproprietà                                |
| A        | Valeri Bojinov          | Manchester City | definitivo € 6M                             |

| Cessioni | Cessioni              | Cessioni         | Cessioni                 |
| R.       | Nome                  | a                | Modalità                 |
| -------- | --------------------- | ---------------- | ------------------------ |
| D        | Damiano Zenoni        |                  | svincolato               |
| D        | Luca Tedeschi         | Crotone          | prestito                 |
| D        | Paolo Castellini      | Roma             | prestito                 |
| D        | Marco Rossi           | Bari             | prestito                 |
| D        | Filipe Oliveira       | Torino           | prestito                 |
| D        | Vinícius              | Lanciano         | prestito                 |
| D        | Mohamed Lamine Traoré | Südtirol         | prestito                 |
| D        | Pablo Fontanello      | Gimnasia (LP)    | prestito                 |
| D        | Diniz                 | Eupen            | prestito                 |
| D        | Andrea Rispoli        | Lecce            | prestito                 |
| C        | Matteo Mandorlini     | Piacenza         | prestito                 |
| C        | Manuel Coppola        | Lecce            | prestito                 |
| C        | Alessio Manzoni       | AlbinoLeffe      | prestito                 |
| C        | Pietro Baccolo        | Südtirol         | prestito                 |
| C        | Leon                  | Shandong Taishan | definitivo               |
| C        | Davide Lanzafame      | Juventus         | fine prestito            |
| C        | McDonald Mariga       | Inter            | risoluzione comproprietà |
| C        | Francesco Lunardini   | Triestina        | prestito                 |
| C        | Luis Antonio Jiménez  | Inter            | fine prestito            |
| C        | Jonathan Biabiany     | Inter            | risoluzione comproprietà |
| A        | Gabriele Paonessa     | Cesena           | prestito                 |
| A        | Milan Djuric          | Ascoli           | prestito                 |
| A        | Riccardo Pasi         | Modena           | prestito                 |
| A        | Cristiano Lucarelli   | Napoli           | prestito                 |

### Sessione invernale(dal 3/1 all'1/2)
| Acquisti | Acquisti           | Acquisti       | Acquisti          |
| R.       | Nome               | da             | Modalità          |
| -------- | ------------------ | -------------- | ----------------- |
| C        | Toni Calvo         | Arīs Salonicco | prestito          |
| C        | Francesco Modesto  | Genoa          | definitivo        |
| C        | Nwankwo Obiora     | Inter          | compartecipazione |
| A        | Raffaele Palladino | Genoa          | definitivo        |
| A        | Amauri             | Juventus       | prestito          |

| Cessioni | Cessioni          | Cessioni        | Cessioni   |
| R.       | Nome              | a               | Modalità   |
| -------- | ----------------- | --------------- | ---------- |
| D        | Hernan Dellafiore | Cesena          |            |
| D        | Luca Antonelli    | Genoa           | definitivo |
| C        | Danilo Pereira    | Arīs Salonicco  | prestito   |
| C        | Filippo Savi      | Crociati Noceto | prestito   |
| A        | Alberto Paloschi  | Genoa           | definitivo |

## Risultati

### Serie A

#### Girone di andata
| Arbitro: | Damato (Barletta) |

|                           |           |  |
| Bojinov 10’ Morrone 45+3’ | Marcatori |  |

| Arbitro: | Tommasi (Bassano del Grappa) |

|                                         |           |                |
| Mascara 12’ (rig.) Antenucci 82’ (rig.) | Marcatori | 90+1’ Giovinco |

| Arbitro: | Rizzoli (Bologna) |

|              |           |                 |
| Zaccardo 72’ | Marcatori | 27’ (rig.) Toni |

| Arbitro: | Brighi (Cesena) |

|                 |           |            |
| Jeda 31’ (rig.) | Marcatori | 69’ Crespo |

| Arbitro: | Romeo (Verona) |

|                                    |           |  |
| Ljajić 61’ (rig.) De Silvestri 76’ | Marcatori |  |

| Arbitro: | Orsato (Schio) |

|  |           |           |
|  | Marcatori | 25’ Pirlo |

| Arbitro: | Morganti (Ascoli Piceno) |

|             |           |              |
| Bogdani 17’ | Marcatori | 28’ Zaccardo |

| Parma 24 ottobre 2010, ore 15:00 CEST 8ª giornata | Parma           | 0 – 0 referto | Roma | Stadio Ennio Tardini\| Arbitro: \| Banti (Livorno) \| |
| Arbitro:                                          | Banti (Livorno) |               |      |                                                       |

| Parma 31 ottobre 2010, ore 15:00 CET 9ª giornata | Parma               | 0 – 0 referto | Chievo | Stadio Ennio Tardini\| Arbitro: \| Tagliavento (Terni) \| |
| Arbitro:                                         | Tagliavento (Terni) |               |        |                                                           |

| Arbitro: | Mazzoleni (Bergamo) |

|                 |           |  |
| Cavani 19’, 86’ | Marcatori |  |

| Arbitro: | Peruzzo (Schio) |

|             |           |  |
| Bojinov 84’ | Marcatori |  |

| Arbitro: | Brighi (Cesena) |

|  |           |              |
|  | Marcatori | 33’ Candreva |

| Arbitro: | Rizzoli (Bologna) |

|            |           |                |
| Crespo 23’ | Marcatori | 45+3’ Floccari |

| Arbitro: | Giannoccaro (Lecce) |

|                                                        |           |                |
| Stankovic 18’, 19’, 75’ Cambiasso 23’ Thiago Motta 72’ | Marcatori | 4’, 36’ Crespo |

| Arbitro: | Celi (Campobasso) |

|                        |           |               |
| Crespo 24’ (rig.), 55’ | Marcatori | 35’ Di Natale |

| Arbitro: | Gava (Conegliano) |

|                                             |           |                 |
| Pinilla 51’ Miccoli 61’ Zaccardo 89’ (aut.) | Marcatori | 7’ A. Lucarelli |

| Parma 19 dicembre 2010, ore 15:00 CET 17ª giornata | Parma           | 0 – 0 referto | Bologna | Stadio Ennio Tardini\| Arbitro: \| C. Russo (Nola) \| |
| Arbitro:                                           | C. Russo (Nola) |               |         |                                                       |

| Arbitro: | De Marco (Chiavari) |

|                  |           |                                                     |
| Legrottaglie 60’ | Marcatori | 41’, 48’ Giovinco 62’ (rig.) Crespo 90+3’ Palladino |

| Arbitro: | Candussio (Cervignano del Friuli) |

|              |           |                      |
| Giovinco 53’ | Marcatori | 22’, 31’ Acquafresca |

#### Girone di ritorno
| Arbitro: | Tagliavento (Terni) |

|                         |           |  |
| Bega 45+5’ Diamanti 88’ | Marcatori |  |

| Arbitro: | Peruzzo (Schio) |

|                           |           |  |
| Candreva 57’ Giovinco 62’ | Marcatori |  |

| Arbitro: | Pierpaoli (Firenze) |

|                                                   |           |            |
| Palacio 16’ (rig.) Paletta 44’ (aut.) Kaladze 45’ | Marcatori | 32’ Crespo |

| Arbitro: | C. Russo (Nola) |

|  |           |                 |
|  | Marcatori | 90+2’ Chevantón |

| Arbitro: | Gava (Conegliano) |

|            |           |                       |
| Amauri 15’ | Marcatori | 49’ (rig.) D'Agostino |

| Arbitro: | Andrea De Marco (Chiavari) |

|                                         |           |  |
| Seedorf 8’ Cassano 17’ Robinho 61’, 65’ | Marcatori |  |

| Arbitro: | Tagliavento (Terni) |

|                          |           |                         |
| Crespo 64’ Palladino 89’ | Marcatori | 31’ Rosina 79’ Sammarco |

| Arbitro: | Brighi (Cesena) |

|                         |           |                 |
| Totti(rig) 19’ Juan 36’ | Marcatori | 74’, 79’ Amauri |

| Verona 6 marzo 2011, ore 15:00 CET 28ª giornata | Chievo         | 0 – 0 referto | Parma | Stadio Marcantonio Bentegodi\| Arbitro: \| Orsato (Schio) \| |
| Arbitro:                                        | Orsato (Schio) |               |       |                                                              |

| Arbitro: | Morganti (Ascoli Piceno) |

|               |           |                                   |
| Palladino 29’ | Marcatori | 52’ Hamšík 56’ Lavezzi 87’ Maggio |

| Arbitro: | Valeri (Roma) |

|  |           |              |
|  | Marcatori | 65’ Zaccardo |

| Arbitro: | Pierpaoli (Firenze) |

|            |           |                        |
| Amauri 80’ | Marcatori | 64’ Parisi 92’ Álvarez |

| Arbitro: | Mazzoleni (Bergamo) |

|                           |           |  |
| Hernanes 23’ Floccari 77’ | Marcatori |  |

| Arbitro: | Rocchi (Firenze) |

|                         |           |  |
| Giovinco 35’ Amauri 84’ | Marcatori |  |

| Arbitro: | Valeri (Roma) |

|  |           |                 |
|  | Marcatori | 13’, 91’ Amauri |

| Arbitro: | Celi (Campobasso) |

|                                      |           |             |
| Dzemaili 2’ Modesto 18’ Candreva 89’ | Marcatori | 56’ Pastore |

| Bologna 8 maggio 2011, ore 15:00 CEST 36ª giornata | Bologna           | 0 – 0 referto | Parma | Stadio Renato Dall'Ara\| Arbitro: \| Bergonzi (Genova) \| |
| Arbitro:                                           | Bergonzi (Genova) |               |       |                                                           |

| Arbitro: | Peruzzo (Schio) |

|              |           |  |
| Giovinco 64’ | Marcatori |  |

| Arbitro: | Velotto (Grosseto) |

|                      |           |             |
| Feltscher 55’ (aut.) | Marcatori | 34’ Bojinov |

### Coppa Italia

#### Fase finale
| Arbitro: | Mazzoleni (Bergamo) |

|                   |           |              |
| Crespo 115’, 118’ | Marcatori | 113’ Santana |

| Arbitro: | Brighi (Cesena) |

|                                                        |                      |                                                    |
| Cassani Bovo Balzaretti Nocerino Pastore Jara Martínez | Tiri di rigore 5 – 4 | Crespo Palladino Modesto Candreva Giovinco Valiani |

## Statistiche

### Statistiche di squadra
| Competizione | Punti | In casa | In casa | In casa | In casa | In casa | In casa | In trasferta | In trasferta | In trasferta | In trasferta | In trasferta | In trasferta | Totale | Totale | Totale | Totale | Totale | Totale | DR |
| Competizione | Punti | G       | V       | N       | P       | Gf      | Gs      | G            | V            | N            | P            | Gf           | Gs           | G      | V      | N      | P      | Gf     | Gs     | DR |
| ------------ | ----- | ------- | ------- | ------- | ------- | ------- | ------- | ------------ | ------------ | ------------ | ------------ | ------------ | ------------ | ------ | ------ | ------ | ------ | ------ | ------ | -- |
| Serie A      | 46    | 19      | 7       | 7       | 5       | 21      | 16      | 19           | 4            | 6            | 9            | 18           | 31           | 38     | 11     | 13     | 14     | 39     | 47     | -8 |
| Coppa Italia | -     | 1       | 1       | 0       | 0       | 2       | 1       | 1            | 0            | 1            | 0            | 0            | 0            | 2      | 1      | 1      | 0      | 2      | 1      | +1 |
| Totale       | 46    | 20      | 8       | 7       | 5       | 23      | 17      | 20           | 4            | 7            | 9            | 18           | 31           | 40     | 12     | 14     | 14     | 41     | 48     | -7 |

### Andamento in campionato
| Giornata  | 1 | 2 | 3  | 4  | 5  | 6  | 7  | 8  | 9  | 10 | 11 | 12 | 13 | 14 | 15 | 16 | 17 | 18 | 19 | 20 | 21 | 22 | 23 | 24 | 25 | 26 | 27 | 28 | 29 | 30 | 31 | 32 | 33 | 34 | 35 | 36 | 37 | 38 |
| --------- | - | - | -- | -- | -- | -- | -- | -- | -- | -- | -- | -- | -- | -- | -- | -- | -- | -- | -- | -- | -- | -- | -- | -- | -- | -- | -- | -- | -- | -- | -- | -- | -- | -- | -- | -- | -- | -- |
| Luogo     | C | T | C  | T  | T  | C  | T  | C  | C  | T  | C  | T  | C  | T  | C  | T  | C  | T  | C  | T  | C  | T  | C  | C  | T  | C  | T  | T  | C  | T  | C  | T  | C  | T  | C  | T  | C  | T  |
| Risultato | V | P | N  | N  | P  | P  | N  | N  | N  | P  | V  | V  | N  | P  | V  | P  | N  | V  | P  | P  | V  | P  | P  | N  | P  | N  | N  | N  | P  | V  | P  | P  | V  | V  | V  | N  | V  | N  |
| Posizione | 2 | 8 | 12 | 10 | 16 | 18 | 19 | 20 | 17 | 18 | 16 | 14 | 14 | 16 | 15 | 16 | 16 | 11 | 15 | 15 | 14 | 15 | 15 | 15 | 15 | 15 | 16 | 15 | 16 | 14 | 16 | 17 | 15 | 14 | 14 | 15 | 12 | 12 |

Legenda:

Luogo: C = Casa; T = Trasferta. Risultato: V = Vittoria; N = Pareggio; P = Sconfitta.

#### Statistiche dei giocatori
Sono in corsivo i calciatori che hanno lasciato la società a stagione in corso.
| Giocatore     | Serie A  | Serie A | Serie A     | Serie A    | Coppa Italia | Coppa Italia | Coppa Italia | Coppa Italia | Totale   | Totale | Totale      | Totale     |
| Giocatore     | Presenze | Reti    | Ammonizioni | Espulsioni | Presenze     | Reti         | Ammonizioni  | Espulsioni   | Presenze | Reti   | Ammonizioni | Espulsioni |
| ------------- | -------- | ------- | ----------- | ---------- | ------------ | ------------ | ------------ | ------------ | -------- | ------ | ----------- | ---------- |
| Amauri        | 11       | 7       | 2           | 0          | -            | -            | -            | -            | 11       | 7      | 2           | 0          |
| Angelo        | 21       | 0       | 5           | 0          | -            | -            | -            | -            | 21       | 0      | 5           | 0          |
| L. Antonelli  | 12       | 0       | 1           | 0          | -            | -            | -            | -            | 12       | 0      | 1           | 0          |
| V. Bojinov    | 31       | 3       | 1           | 0          | 2            | 0            | 0            | 0            | 33       | 3      | 1           | 0          |
| A. Candreva   | 31       | 3       | 4           | 0          | 2            | 0            | 0            | 0            | 33       | 3      | 4           | 0          |
| P. Castellini | -        | -       | -           | -          | -            | -            | -            | -            | -        | -      | -           | -          |
| M. Coppola    | 1        | 0       | 0           | 0          | -            | -            | -            | -            | 1        | 0      | 0           | 0          |
| H. Crespo     | 29       | 9       | 1           | 0          | 1            | 2            | -            | -            | 30       | 11     | 1           | 0          |
| G. Defrel     | 1        | 0       | 0           | 0          | 1            | 0            | 0            | 0            | 2        | 0      | 0           | 0          |
| P. Dellafiore | 1        | 0       | 0           | 0          | 1            | 0            | 0            | 0            | 2        | 0      | 0           | 0          |
| M. Diniz      | -        | -       | -           | -          | -            | -            | -            | -            | -        | -      | -           | -          |
| B. Džemaili   | 30       | 1       | 12          | 2          | 1            | 0            | 0            | 0            | 31       | 1      | 12          | 2          |
| R. Feltscher  | 3        | 0       | 0           | 0          | 0            | 0            | 0            | 0            | 3        | 0      | 0           | 0          |
| D. Galloppa   | 11       | 0       | 2           | 1          | 1            | 0            | 0            | 0            | 12       | 0      | 2           | 1          |
| S. Giovinco   | 30       | 7       | 5           | 0          | 2            | 0            | 0            | 0            | 32       | 7      | 5           | 0          |
| M. Gobbi      | 34       | 0       | 4           | 0          | 0            | 0            | 0            | 0            | 34       | 0      | 4           | 0          |
| A. Lucarelli  | 32       | 1       | 10          | 1          | 2            | 0            | 1            | 0            | 34       | 1      | 11          | 1          |
| C. Lucarelli  | -        | -       | -           | -          | -            | -            | -            | -            | -        | -      | -           | -          |
| M. Mandorlini | -        | -       | -           | -          | -            | -            | -            | -            | -        | -      | -           | -          |
| F. Marqués    | 13       | 0       | 1           | 0          | 1            | 0            | 0            | 0            | 14       | 0      | 1           | 0          |
| A. Mirante    | 36       | -45     | 2           | 0          | 0            | 0            | 0            | 0            | 36       | -45    | 2           | 0          |
| F. Modesto    | 15       | 1       | 1           | 0          | 1            | 0            | 1            | 0            | 16       | 1      | 2           | 0          |
| S. Morrone    | 34       | 1       | 5           | 0          | 2            | 0            | 0            | 0            | 36       | 1      | 5           | 0          |
| O. Nwankwo    | 1        | 0       | 0           | 0          | -            | -            | -            | -            | 1        | 0      | 0           | 0          |
| M. Paci       | 19       | 0       | 7           | 2          | 2            | 0            | 0            | 0            | 21       | 0      | 7           | 2          |
| G. Paletta    | 27       | 0       | 9           | 1          | 1            | 0            | 0            | 0            | 28       | 0      | 9           | 1          |
| R. Palladino  | 11       | 3       | 0           | 0          | 1            | 0            | 0            | 0            | 12       | 3      | 0           | 0          |
| A. Paloschi   | 1        | 0       | 0           | 0          | -            | -            | -            | -            | 1        | 0      | 0           | 0          |
| G. Paonessa   | -        | -       | -           | -          | -            | -            | -            | -            | -        | -      | -           | -          |
| N. Pavarini   | 3        | -2      | 0           | 0          | 2            | -1           | 1            | 0            | 5        | -3     | 1           | 0          |
| D. Pereira    | -        | -       | -           | -          | -            | -            | -            | -            | -        | -      | -           | -          |
| M. Pisano     | 5        | 0       | 1           | 0          | 1            | 0            | 0            | 0            | 6        | 0      | 1           | 0          |
| A. Rispoli    | -        | -       | -           | -          | -            | -            | -            | -            | -        | -      | -           | -          |
| S. Russo      | 0        | 0       | 0           | 0          | -            | -            | -            | -            | 0        | 0      | 0           | 0          |
| A. Santurro   | -        | -       | -           | -          | -            | -            | -            | -            | -        | -      | -           | -          |
| L. Tedeschi   | -        | -       | -           | -          | -            | -            | -            | -            | -        | -      | -           | -          |
| Toni Calvo    | 3        | 0       | 1           | 0          | 0            | 0            | 0            | 0            | 3        | 0      | 1           | 0          |
| F. Valiani    | 35       | 0       | 10          | 0          | 2            | 0            | 0            | 0            | 37       | 0      | 10          | 0          |
| C. Zaccardo   | 34       | 3       | 8           | 0          | 2            | 0            | 0            | 0            | 36       | 3      | 8           | 0          |
| Zé Eduardo    | 2        | 0       | 0           | 0          | -            | -            | -            | -            | 2        | 0      | 0           | 0          |